# Вукович, Предраг
Предраг «Вукас» Вукович (серб. Предраг Вукас Вуковић; 18 февраля 1941, Ездина — 25 декабря 2006, Белград) — югославский и сербский композитор народных песен, автор текстов песен и руководитель отделения народной музыки лейбла ПГП-РТБ.

## Биография
Родился в Ездине у Чачака. Его отец играл на бубне, поэтому Предраг с юных лет был знаком со староградскими песнями.
Вукович работал руководителем отделения народной музыки ПГП-РТБ, а также занимался записью сербских народных песен, которые хранятся в фонотеке Радио Белград. Он написал текст и музыку к ряду песен: «На мраморној стени» (серб. На мраморной стене), «Дуњо моја» (серб. Перо моё), «Ја нисам рођена да живим сама» (серб. Я родилась не для того, чтобы жить одной), «Ти си жена мог живота» (серб. Ты женщина моей жизни), «Растанка се нашег сјећам» (серб. Я помню наше расставание) и другим. Песни Предрага Вуковича звучали в исполнении следующих певцов и певиц: Ана Бекута, Лепа Брена, Раде Йорович, Нада Топчагич, Добривое Топалович, Мирослав Илич, Аземина Грбич, Александар «Аца» Илич, Гордана Лазаревич, Милан Бабич, Слободанка Стоилькович и других. Именно по совету Вуковича Нада Полич в 1985 году приняла псевдоним «Ана Бекута», поскольку на югославской сцене было много исполнительниц народной музыки, звавшихся Надами.

## Некоторые песни
- На мраморној стени
- Низ калдрму клепећу нануле
- Дуњо моја
- Ја нисам рођена да живим сама
- Ти си жена мог живота
- Растанка се нашег сјећам
- Не дај се генерацијо
- Село моје лепше од Париза
- Заклањаш ми сунце
- Исплачи се на грудима мојим
- Ти ми требаш роде
- Ја сам рођен у Србији брале
- Лепотица и сиротан
- Опасне ситнице
- Плаче жица Г
- Не питај ме зашто плачем